# Kyoko Yano
Kyoko Yano (矢野喬子, Yano Kyoko), née le 2 juin 1984 dans la préfecture de Kanagawa, est une footballeuse internationale japonaise évoluant au poste de défenseur.  Elle évolue en club depuis 2007 avec les Urawa Red Diamonds Ladies et compte 72 sélections en équipe nationale du Japon.

## Biographie

### Carrière internationale
Kyoko Yano fait ses débuts en équipe nationale première en 2003. Elle joue deux matchs de la Coupe du monde de football féminin 2003 et un match de la Coupe du monde de football féminin 2007 ; les Japonaises sont éliminées du premier tour lors de ces deux éditions. Elle est présente aux Jeux olympiques de 2008, jouant le quart de finale perdu face aux États-Unis, et aux Jeux olympiques de 2008, jouant cinq matchs dont le match pour la troisième place perdu face à l'Allemagne. Kyoko Yano est dans le groupe japonais vainqueur de la Coupe du monde de football féminin 2011 remportée face aux États-Unis, mais elle ne joue aucun match.

## Palmarès

### En sélection nationale
- Vainqueur de la Coupe du monde de football féminin 2011
- Médaille d'argent aux Jeux olympiques d'été de 2012